# 会寧市

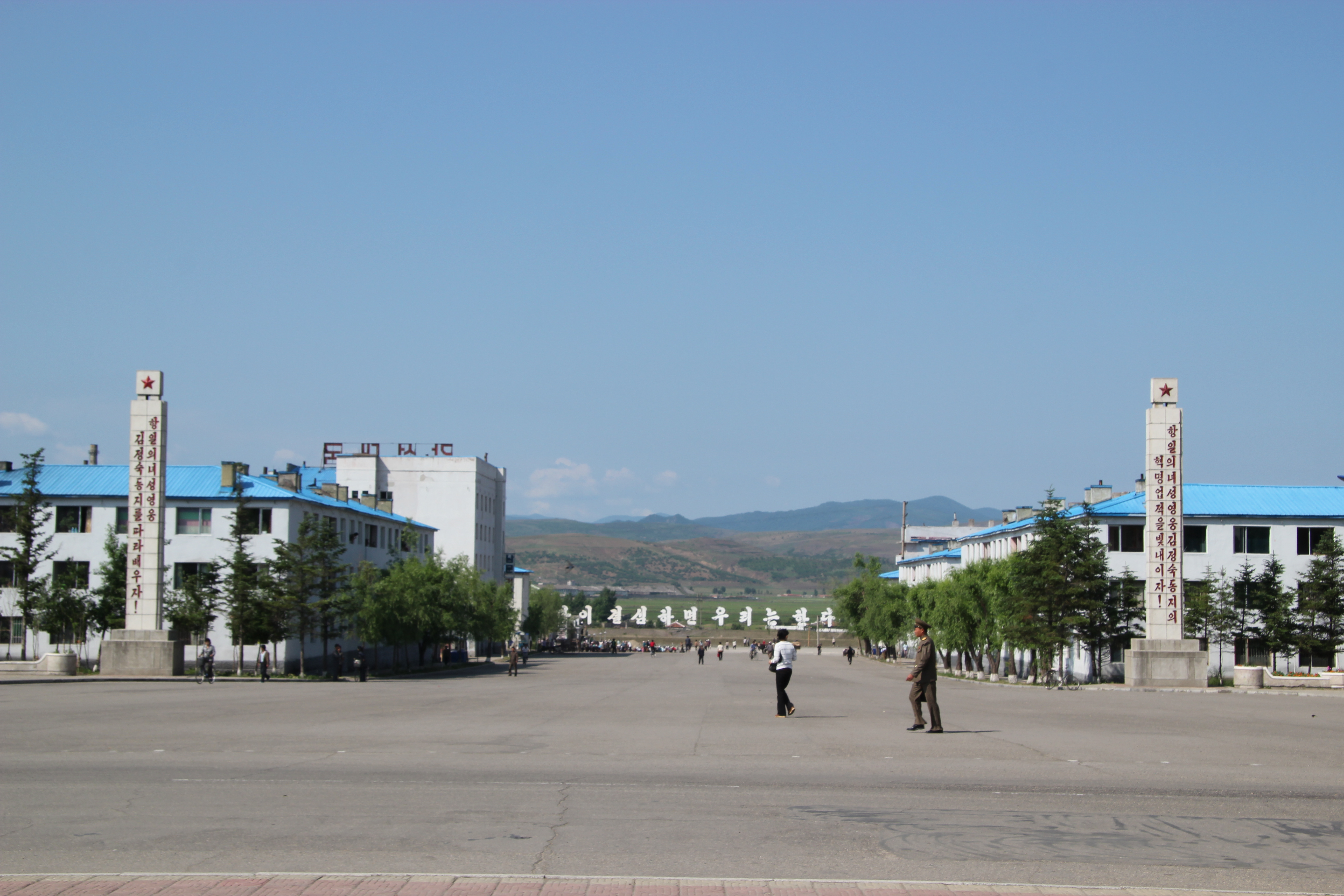
会寧の街

会寧市（フェリョンし、회령시）は、朝鮮民主主義人民共和国の咸鏡北道に在る都市である。

## 地理
豆満江沿岸に位置し、中華人民共和国の吉林省延辺朝鮮族自治州龍井市と接する。

## 行政区画
19洞・28里を管轄する。
| - 江岸洞（カンアンドン） - 鶏林洞（ケリムドン） - 弓心洞（クンシムドン） - 南門洞（ナンムンドン） - 東明洞（トンミョンドン） - 望陽洞（マンヤンドン） - 甫乙洞（ポウルトン） - 産業洞（サノプトン） - セマウル洞（セマウルトン） - 城川洞（ソンチョンドン） - 細川洞（セチョンドン） - 水北洞（スブクトン） - 新川洞（シンチョンドン） - 駅前洞（ヨクチョンドン） - 鰲山徳洞（オサンドクトン） - 遊仙洞（ユソンドン） - 中島洞（チュンドドン） - 仲峯洞（チュンボンドン） - 七月八日洞（チルォルパリルトン） - 渓上里（ケサンニ） - 渓下里（ケハリ） - 窟山里（クルサンニ） - 金生里（クムセンニ） - 南山里（ナムサンニ） | - 大徳里（テドンニ） - 徳興里（トクンニ） - 洛生里（ラクセンニ） - 龍川里（リョンチョンニ） - 茂山里（ムサンニ） - 防垣里（パンウォンニ） - 碧城里（ピョクソンニ） - 沙乙里（サウルリ） - 城東里（ソンドンニ） - 城北里（ソンブンニ） - 松鶴里（ソンハンニ） - 新興里（シヌンニ） - 永綏里（ヨンスリ） - 五柳里（オリュリ） - 五鳳里（オボンニ） - 元山里（ウォンサンニ） - 仁渓里（インゲリ） - 蒼苔里（チャンテリ） - 彰孝里（チャンヒョリ） - 豊山里（プンサンニ） - 鶴浦里（ハクポリ） - 行営里（ヘンヨンニ） - 鴻山里（ホンサンニ） |

## 歴史
古くは、豆満江沿岸六鎮の一津に数えられていた。現在では、北朝鮮最大の強制収容所である「第22号管理所」があることで知られており、そこには5万人の収監者がいるとされている。
李氏朝鮮の時代には流罪の地とされており、西人と東人の党争において、ささいな罪で流されたものも少なくなく、その多くが国政に怨みを抱いていた。文禄・慶長の役の際、鞠景仁（朝鮮語: 국경인）という者が配流されており、不満分子を糾合して府使や二人の王子（臨海君と順和君）を加藤清正に差し出した。この功により鞠景仁が市政を任されることになった。
戦前戦中には日本軍の駐屯地があり、兵士の家族ら日本人も多く暮らしていた。
- 1885年2月24日 ロシア人パーヴェル・ミハイロヴィチ・ヂェロトケヴィチが到着（東洋文庫「朝鮮旅行記」）

- 1885年9月 清の派員徳玉と賈元桂、朝鮮安辺府使の李重夏、従事官の趙昌植が会寧で間島問題をめぐり会談。12月3日 清と朝鮮の国境会談が決裂
- 1901年2月 朝鮮は辺界警務署を置いて間島の朝鮮人を保護
- 1903年 ロシア軍が進入。春に来て秋には戻る
- 1904年夏 ロシア軍大部隊が侵入
- 1905年9月 日本軍が進駐。多くの朝鮮人が小船で豆満江を渡ろうとして転覆、多くの婦女子が死亡。日本人も移り住み始める。10月28日、会寧郵便局(城津郵便局会寧出張所)を開局
- 1906年8月 会寧日本人会設立
- 1907年10月 咸鏡農工銀街会寧支店が設立される
- 1908年6月1日 営林庁会寧出張所を創立
- 1908年 内藤湖南が会寧に到着
- 1909年11月1日、会寧地方法院支庁が設立される
- 1910年1月1日、会寧税関出張所が設立される
- 1911年2月、会寧に日本風の町名を付ける(本町・銀座通り・大川町・明治町・栄町・若松町・旭町・敷島町・六和町・祝町・北新地)
- 1911年8月～1912年3月、鳥居龍蔵が咸鏡南北道と間島を調査旅行、会寧で石器を発見する。「それから調査をしつつ豆満江畔の会寧に到着したが、ある日朝鮮人家屋の石壁の中に、石斧の差し込まれているのを発見した。これからヒントを得て、熱心にこれが探査を盛んに行った結果、この地にここしかしこに石器、土器の存在するのを見、一々これを採集するに暇なく、これがために袋一ぱいになった。石器は磨製石斧が多く、石鏃は日本と同じく黒曜石(Obsidian)よりなる。」(鳥居龍蔵「ある老学徒の手記」『鳥居龍蔵全集 第12巻』)
- 1911年11月1月　市内電話が開通
- 1913年4月　会寧に居住する日本人数は850余人となる
- 1917年12月24日 金日成の妻となる金正淑(金貞淑)が会寧の貧農の娘として生まれる
- 1920年4月～9月 三好達治が会寧の工兵第19大隊に赴任。士官候補生として軍隊生活を送る。「私はまた北鮮の国境で、ある時誤って監視兵から射撃を受けた事がある。私は豆満江を秘かに対岸に泳ぎ渡って、そこで小鳥などを射つていたのが、監視者の眼には恰も不逞鮮人か何かの様に見えたのだそうである、後に仔細を聞いて見ると。」(三好達治「新しい秋」『三好達治全集9』筑摩書房)
- 1933年 会寧図書館設立
- 1933年10月1日 京図線全通に伴い、咸鏡線清津―会寧間及び会寧―炭鉱線ならびに図們線を満鉄に委託経営させる。
- 1941年 龍井・三合と朝鮮の会寧を結ぶ橋が建設され 「凱旋橋」と呼ばれる
- 1945年8月13日 会寧陸軍病院に撤退命令が出る。14日 会寧病院の職員は患者、将兵、警備兵、教育隊を貨車に積み、最終列車で会寧を発つ。1946年1月末延吉に到着
- 1974年10月 会寧に金正淑同志革命事績館が開館する
- 1993年12月24日 会寧人民図書館が開館
- 1996年7月31日 韓国人小説家キム・ハギ(김하기)が酒に酔った勢いで龍井市三合鎮から泳いで豆満江を渡り北朝鮮の会寧へ。8月5日、平壌放送は、北部国境を不法侵犯した韓国の作家の取調べを行っていると報道。会寧で2週間拘束されたのち8月14日中国に送還され、16日延吉で中国公安から韓国側に引き渡される。1997年10月9日韓国で国家保安法違反で3年6カ月の懲役が確定した。1998年3月「3・13特赦」(金大中大統領)で釈放
- 2000年9月 会寧出身の日本人が会寧を訪問

## 行政区画変遷
この節の出典
- 1914年4月1日 - 郡面併合により、観海面が富寧郡に編入。会寧郡に以下の面が成立。(8面)
  - 会寧面・碧城面・雲頭面・鳳儀面・昌斗面・龍興面・八乙面・花豊面
- 1931年4月1日 - 会寧面が会寧邑に昇格。(1邑7面)
- 1939年 - 雲頭面・鳳儀面が合併し、甫乙面が発足。(1邑6面)
- 1947年 - 茂山郡永豊面の一部を編入。(1邑7面)
- 1949年 - 会寧邑が会寧面に降格。(8面)
- 1952年12月 - 郡面里統廃合により、咸鏡北道会寧郡会寧面・昌斗面・花豊面および八乙面・碧城面の各一部、富寧郡西上面の一部、鍾城郡南山面の一部地域をもって、会寧郡を設置。会寧郡に以下の邑・労働者区・里が成立。(1邑1労働者区15里)
  - 会寧邑・徳興里・豊山里・茂山里・蒼苔里・元山里・仁渓里・鶴浦里・細川里・大徳里・彰孝里・五鳳里・金生里・弓心里・沙乙里・新興里・望陽労働者区
- 1953年 - 徳興里の一部が遊仙郡永綏里に編入。(1邑1労働者区15里)
- 1954年10月 - 細川里が細川労働者区に昇格。(1邑2労働者区14里)
- 1961年5月 - 弓心里が弓心労働者区に昇格。(1邑3労働者区13里)
- 1974年5月 - 遊仙郡遊仙邑・永綏里・松鶴里・城北里・五柳里・南山里・城東里・渓下里・碧城里・鴻山里・龍川里・渓上里、鍾城郡洛生里・行営里・防垣里・窟山里・仲峯労働者区を編入。(1邑5労働者区28里)
  - 遊仙邑が遊仙労働者区に降格。
- 1989年7月 (1邑7労働者区28里)
  - 会寧邑・大徳里の各一部が合併し、南門労働者区が発足。
  - 金生里の一部が分立し、水北労働者区が発足。
- 1991年7月 - 会寧郡が会寧市に昇格。(18洞28里)
  - 会寧邑が分割され、鰲山徳洞・城川洞・駅前洞・東明洞が発足。
  - 遊仙労働者区が分割され、遊仙洞・鶏林洞・甫乙洞が発足。
  - 南門労働者区が分割され、南門洞・産業洞が発足。
  - 細川労働者区が分割され、細川洞・新川洞が発足。
  - 水北労働者区が分割され、水北洞・七月八日洞が発足。
  - 五鳳里・徳興里の各一部が合併し、江岸洞が発足。
  - 五鳳里・徳興里の各一部が合併し、セマウル洞が発足。
  - 望陽労働者区が望陽洞に昇格。
  - 弓心労働者区が弓心洞に昇格。
  - 仲峯労働者区が仲峯洞に昇格。
- 1992年12月 - 大徳里の一部が分立し、中島洞が発足。(19洞28里)

### 遊仙郡
- 1952年12月 - 郡面里統廃合により、咸鏡北道会寧郡甫乙面・永豊面および碧城面の一部、茂山郡茂山面の一部地域をもって、遊仙郡を設置。遊仙郡に以下の邑・里が成立。(1邑14里)
  - 遊仙邑・永綏里・松鶴里・城北里・五柳里・南山里・芝草里・城東里・明臣里・渓下里・西湖里・碧城里・鴻山里・龍川里・渓上里
- 1953年 - 会寧郡徳興里の一部が永綏里に編入。(1邑14里)
- 1954年10月 - 西湖里・芝草里が茂山郡に編入。(1邑12里)
- 1965年 - 明臣里が松鶴里に編入。(1邑11里)
- 1974年5月 - 遊仙郡廃止。
  - 遊仙邑・永綏里・松鶴里・城北里・五柳里・南山里・城東里・渓下里・碧城里・鴻山里・龍川里・渓上里が会寧郡に編入。

## 工業
食品工場、日用品生産の化学工場、白杏の加工工場及びに山羊の牧場など。

## 交通
- 咸北線
  - 全巨里駅 - 豊山駅 - 昌斗駅 - 中島駅 - 大徳駅 - 会寧青年駅 - 金生駅 - 高嶺鎮駅 - 新鶴浦駅 - 鶴浦駅 - 新田駅 - 間坪駅
- 会寧炭鉱線
  - 会寧青年駅 - 鳳儀駅 - 遊仙駅
- 細川線
  - 新鶴浦駅 - 細川駅 - 仲峰駅

## 著名な企業
- 青年山羊牧場︰牛乳類の加工品を生産し、市民に供している。
- 会寧白杏加工工場：生産品である「白杏仁酒」は会寧の特産となっている。

## 特産品
- 会寧白杏
- 会寧陶器

## 観光スポット
- 金正淑同志革命事跡館：1974年10月に開館。北朝鮮の抗日女性英雄とされる金正淑（金正日の母であり、金日成の妻）の資料を展示。
- 鰲山徳：市の中心部に在る小丘。金正淑の銅像と事績の碑がある。ここから出産される白杏はかつて全朝鮮の特産物として名声を受けたことがある。風光明媚なことから、かつては「咸北名勝」の美称を受けていた。
- 會寧橋頭：会寧市の中心部から西北部に約5kmの場所に位置するコンクリート製の道路橋。中華人民共和国吉林省龍井市と繋がっている。
- 会寧人民図書館：会寧市城川洞にある図書館。1993年12月24日に開館。建物が華麗とされている。
- 観光ホテル：
  - 会寧ホテル：会寧市の中心から東南部に約3kmの場所にある。客室は34室。
  - 鰲山慣行ホテル：鰲山徳の脇にある。客室は21室。

## 著名な人物
- 羅雲奎
- 呉白龍
- 金正淑
- キム・アラ
- キム・リョンリン